# Larré (Ar Mor-Bihan)
Larré (en bretó Lare) és un municipi francès, situat a la regió de Bretanya, al departament d'Ar Mor-Bihan. L'any 2006 tenia 491 habitants.

## Demografia
| 1962                                       | 1968 | 1975 | 1982 | 1990 | 1999 |
| ------------------------------------------ | ---- | ---- | ---- | ---- | ---- |
| 629                                        | 635  | 554  | 587  | 649  | 639  |
| Des de 1962: població sense dobles comptes |      |      |      |      |      |

## Administració
| Període   | Identitat     | Partit |
| --------- | ------------- | ------ |
| 1983-1995 | René Julien   |        |
| 1995-     | André Serazin |        |